# Esporte Interativo
Esporte Interativo foi um bloco televisivo e canal de televisão brasileiro, tendo sido criado pela empresa TopSport. Ficou conhecido pela aquisição de direitos de transmissão de competições de futebol europeu para a televisão aberta, ocupando faixas de programação da RedeTV! e da Band a partir de 2004. Em 2007, tornou-se um canal próprio de televisão, exibido nas antenas parabólicas e na televisão por assinatura.
Sua característica era o uso extensivo de meios de interação com o público através da internet e da telefonia celular, tendo grande aceitação entre os espectadores.
Em 2013, a Turner Broadcasting System entrou como sócia. A companhia comprou 100% da controladora do Esporte Interativo em 2015. Deixou de ser canal próprio em 2018, ocupando faixas dos canais TNT e Space. Desde 2021, foi sucedido pelo TNT Sports.

## História

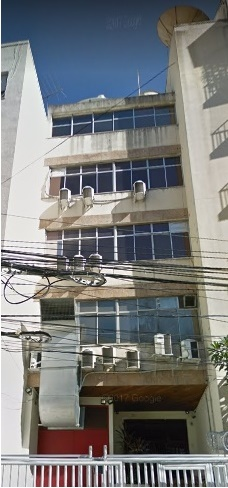
Sede do canal Esporte Interativo BR em Botafogo, Rio de Janeiro

### Criação da TopSport
No fim de 1999, foi criada a agência TopSport, que fornecia serviços de consultoria em futebol. O primeiro trabalho veio junto com o grupo financeiro Excel, que buscava investir na modalidade no Brasil. Na época, o clube escolhido foi o Vitória.
Com a experiência no Vitória, a TopSport passou a fazer consultoria para outros clubes. Até que, em 2001, foi a responsável por organizar a Copa do Nordeste. Com a experiência nessa competição, a empresa passou a buscar a negociação para aquisição de direitos de transmissão de eventos esportivos.

### Início do Esporte Interativo
No dia 4 de janeiro de 2004, o Esporte Interativo chegou à RedeTV! com a transmissão de uma rodada dupla da NBA. A parceria não era em compra de horários, mas em coprodução entre a TopSport e o jornalismo da emissora. O nome da programação vinha das interações por telefonia celular (SMS) ou internet. Segundo dados da emissora, em um mês eram registradas cerca de 700 mil interatividades, o que fazia a emissora perder apenas para o Big Brother Brasil, da Globo, no uso desse recurso. Também eram exibidos eventos como  Campeonato Inglês de Futebol, Liga dos Campeões da UEFA, NBA, NBA All-Star Game, Liga Futsal, Liga Nacional de Basquete, amistosos da Seleção Brasileira de Handebol e Basquete, Futevôlei, além dos programasBrasil de Ouro (esportes olímpicos) e Radical.BR (esportes radicais). Todas as transmissões eram produzidas pela própria RedeTV!, que contava com a apresentadora Cristina Lyra, os narradores Eder Luiz, Marco Túlio Reis e Fernando Vannucci, os comentaristas Neto (futebol e futsal), Marcel (basquete).
Em setembro de 2004, a TopSport rompeu a parceria com a RedeTV! e acertou com a Rede Bandeirantes. Não foi um rompimento amigável, pois houve quebra de contrato. Em 2005, uma decisão judicial obrigou a RedeTV! a pagar R$ 5 milhões de indenização ao TopSport e a parar de transmitir a Liga dos Campeões da UEFA, que continuava sendo exibido na emissora.
Para a Band inicialmente foram apenas o Campeonato Inglês, o narrador Eder Luiz e o comentarista Neto. No segundo semestre de 2004 a Band confirmou a aquisição do Campeonato Espanhol, alé de ter transmitido o Campeonato Mundial de Futsal de 2004. No ano seguinte, a Band trocou o Campeonato Inglês pelo Campeonato Italiano. No dia 13 de agosto de 2005 a Band exibiu a Supercopa da Espanha. Contrata o jornalista Roberto Avallone, que passa a comandar a atração e apresentá-la. Ainda em outubro de 2005, a TopSport trouxe de volta os direitos da Liga dos Campeões da UEFA. A Band utilizava em suas transmissões os narradores Nivaldo Prieto, Téo José, Luciano do Valle (recém contratados), Carlos Fernando, Silvio Luiz e os comentaristas Leivinha, Müller, Mário Sérgio, Sergio Xavier Filho e Mauro Beting. Em 2006, fechou parceria com a TV Cultura para a exibição do Campeonato Português.
A partir de 2006, o Esporte Interativo passou a gerar conteúdo para a Rede NGT, aos sábados e aos domingos .A iniciativa fez a ampresa buscar ter um canal próprio, com exibição nas antenas parabólicas.

### Estreia do canal
Em 2007, o Esporte Interativo passou a ser um canal próprio de televisão, com exibição pela parabólica e por emissoras de televisão parceiras. Sua primeira exibição aconteceu no dia 20 de janeiro de 2007, com a transmissão ao vivo do jogo entre Chelsea e Liverpool, pelo Campeonato Inglês, com narração de André Henning e comentários de Vitor Sérgio Rodrigues.
Em 10 de junho de 2010, a emissora firmou acordo com o Grupo Estado para transmitir em sinal aberto o Esporte Interativo e começou a transmitir em UHF em São Paulo através do canal 36 UHF que pertence à TV Eldorado.
No ano de 2011, eventos FIFA, como, Copa do Mundo Sub-17, copa do Mundo Sub-20, Copa do Mundo de Futebol Feminino, Copa do Mundo de Futebol de Areia e Mundial de Clubes foram transmitidos pelo canal.
O Grupo detinha os direitos de transmissão da Liga dos Campeões da Europa, da NFL, da Liga Europa, entre outras competições.
Nos esportes olímpicos, o Esporte Interativo lidera o projeto "Brasil de Ouro", nascido da sua parceria com o Ministério do Esporte, o COB – Comitê Olímpico Brasileiro e o CPB – Comitê Paraolímpico Brasileiro. Como parte do projeto, o Esporte Interativo divulga e promove o esporte olímpico e paraolímpico brasileiro em sua programação.
Segundo dados da própria empresa[carece de fontes?], suas imagens chegam a mais de 20 milhões de domicílios no Brasil, transmitindo conteúdo esportivo durante toda sua programação. Além disso, o canal entra em rede com uma série de emissoras em todo o Brasil. A rede é também conhecida por manter uma série de ferramentas de marketing interativas como perfis em redes sociais da Internet e uma loja virtual.
Em 20 de agosto de 2012, foi lançado o serviço de vídeo sob demanda Esporte Interativo Plus, que permitia acompanhar a programação do canal ao vivo, pela internet, além de conteúdos já transmitidos.
Em 1.º de setembro de 2012 estreou a web radio Arquibancada Oi, projeto da emissora com a operadora Oi. A ideia foi de fazer transmissões de futebol específicas para os torcedores dos grandes clubes de futebol do país, onde serão transmitidos os jogos ao vivo na internet. O projeto ainda conta com a interatividade simultânea dos ouvintes através de comunidades especificas dos determinados estados no Facebook.
Em 10 de outubro de 2012, a emissora lançou seu portal de notícias, através de uma parceria com a Yahoo! Brasil. Vídeos dos melhores momentos da programação da emissora foram usados para complementar as notícias do Yahoo!. Junto com a parceria, o Yahoo! Brasil começa a vender a anunciantes o projeto de cobertura da Copa do Mundo de 2014 em parceria com o Esporte Interativo.
Em 1.º de abril de 2013 o Esporte Interativo estreia sua nova grade de programação, novo logo, novos programas e cenários. Entre eles estão o novo Caderno de Esportes, agora com bancada com a apresentação do narrador André Henning que terá Mariana Fontes ao seu lado, e a estreia do novo programa de Jorge Kajuru, denominado O Incrível Kajuru, novo Dois Toques, o programa Zico na Área passa ser semanal, WWE Main Event e outros.

### Entrada da Turner como sócia
Em 8 de junho de 2013, Lauro Jardim da revista Veja anunciou que a Turner Broadcasting System seria sócia majoritária do canal e que o anúncio sairia em breve. Dois dias depois, a empresa norte-americana anunciou a aquisição de 20% do canal, fazendo com que a Turner ocupasse duas de sete cadeiras do Conselho de Administração do canal. O grupo americano Turner adquiriu parte do canal Esporte Interativo. A negociação custou cerca de R$ 80 milhões. Para a realidade do mercado, o valor investido pela Turner é considerado alto, mas atende a uma necessidade direta da empresa por conteúdo esportivo brasileiro. Com este novo acordo o EI poderá iniciar a mudança do sinal para alta definição, o que começou em novembro de 2013: toda produção, conteúdo dos programas, videografismos e GCS foi feito através do sistema VIZRT. No dia 18 de novembro de 2013 o EI estreou a sua nova central de controle em HD.
Em agosto de 2015 foi anunciada a compra dos 100% da TopSports pela Turner.

### Novos canais
A emissora anunciou no dia 5 de agosto de 2013 no programa Conexão Nordeste, seu primeiro investimento depois que a Turner virou sua sócia, o canal Esporte Interativo Nordeste, que foi lançado no dia 5 de janeiro e 2014, exclusivamente para a TV por assinatura, com o conteúdo totalmente dedicado ao futebol nordestino. E o canal já teria em sua programação a Copa do Nordeste. Também foram comprados os campeonatos Alagoas, Ceará, Rio Grande do Norte, Piauí, Paraíba, Maranhão e Sergipe. O canal também contou com programas de debate e cobertura do futebol local. No início, só três operadoras (sendo uma em âmbito nacional e outras duas situadas no Rio Grande do Norte) transmitiam o canal.
No mesmo ano, o grupo obteve o direito exclusivo da transmissão da UEFA Champions League no triênio 2015-2018 , desbancando as principais concorrentes. Porém, o sinal era o de TV Aberta, o que impedia a transmissão de todos os jogos, já que esses  direitos pertenciam a Rede Globo e a Rede Bandeirantes. No início de 2015, foi anunciado um novo canal do Esporte Interativo para a TV por assinatura (mantendo o EI Nordeste com o seu foco principal), o que permitiria a transmissão dos jogos. A estreia aconteceu no dia 25 de julho, pelo EI Plus, serviço sob demanda do canal.
No ano seguinte, foi anunciado o lançamento de um novo canal para a televisão por assinatura: o Esporte Interativo Max (ou simplesmente, EI Max). O canal estreou no dia 25 de julho, às 16 horas, com a transmissão da partida entre Manchester United e Barcelona, válida pela Champions Cup, em caráter experimental no EI Plus.
Em 18 de agosto de 2015, o EI Nordeste passou a ser chamado de EI Maxx e o EI Max passou a se chamar EI Maxx 2.
Em 14 de janeiro de 2016, foi anunciada a entrada do canal na NET e a volta na Claro TV. Em 29 de agosto de 2016, foi anunciada a chegada do canal a Sky, a partir de 13 de setembro, substituindo os canais Boomerang e TruTV.
No dia 1 de julho de 2017, houve uma nova mudança na nomenclatura dos canais, sendo que os canais pagos passaram a se chamar Esporte Interativo e Esporte Interativo 2 (até então, eram EI Maxx e EI Maxx 2 respectavamente), enquanto o canal aberto recebeu o sufixo "BR" no nome. Além da mudança da nomenclatura, os três canais ganharam também novo projeto gráfico.

### Fim do canal
Em 9 de agosto de 2018, a Turner anunciou que o Esporte Interativo deixaria de existir como uma emissora de televisão. O motivo foi a baixa na renda do canal, além de que a AT&T, proprietária da Turner, também controla a Sky, e segundo a legislação brasileira, uma operadora não pode atuar também como uma programadora. Com isso, foi optado encerrar o Esporte Interativo e seus canais. A partir das 11h, os 3 canais passam a exibir reprises de programas antigos. Os eventos que eram transmitidos nos canais pagos passaram a ser exibidos nos canais TNT e Space. O canal saiu do ar em 25 de setembro.
A marca Esporte Interativo seguiu até o dia 8 de janeiro de 2021, quando a WarnerMedia, que sucedeu a Turner, anunciou a substituição pelo TNT Sports. A substituição foi feita no dia 17 do mesmo mês, durante a transmissão do Série A 2020-21 com o jogo entre Inter de Milão e Juventus Football Club.

## Histórico de campeonatos

### Da UEFA
Entre a temporada 2009-10 e a temporada 2017-18 a emissora deteve os direitos da Champions League para a TV aberta. Foram transmitidos todos os jogos de terça-feira, e jogos gravados de Manchester United, Barcelona, Milan, Chelsea e Real Madrid. A final não era exibida ao vivo e a partir de 2012-13 passa também a mostrar um programa com o resumo dos melhores momentos.
Em junho de 2012, o canal adquire os direitos da UEFA Europa League, transmitindo rodada dupla toda quinta-feira além de transmitir com exclusividade na televisão brasileira a decisão desta competição.
Em 28 de outubro de 2014, foi anunciado que o canal ganhou a licitação para a transmissão do Champions no triênio 2015-2018, vencendo a ESPN Brasil (que até então era a detentora dos direitos e havia feito um acordo com a Globosat para adquirir-los). Porém, esses direitos eram válidos somente para televisão por assinatura, o que levou a criar um novo canal.
A partir da temporada 2015/2016, passou a transmitir apenas um jogo por rodada da Liga Europa da UEFA.

### Da CBF

#### Torneios regionais
O canal adquiriu por 10 anos os direitos de transmissão da Copa do Nordeste e profissionais nos sete estados foram contratados especialmente para este evento e tendo transmissão de todos os jogos para clientes; Claro TV, Cabo Telecom e TCM, com a adição de 2 canais similares (Esporte Interativo Nordeste e Esporte Interativo Nordeste 2). Já nas parabólicas serão transmitidos 2 jogos por rodada.Também adquiriu, com exclusividade, a Copa Verde, competição que envolve as equipes da Região Norte, Centro-Oeste e Espírito Santo, tendo a final da competição, inclusive, dividindo com o Space. Em 7 de maio de 2018, o Esporte Interativo anunciou que não irá transmitir a Copa Verde em 2019.

#### Campeonato Brasileiro Série C e D
O Campeonato Brasileiro da Série C foi transmitido pelo canal. O anúncio foi feito durante a final da Copa do Nordeste de 2014. Com isso, a emissora se juntou à TV Brasil e ao SporTV como detentoras dos direitos de transmissão da competição em 2014. Com isso, vai transmitir dois jogos por rodada do campeonato.
No dia 2 de julho de 2015, o canal firmou parceria com a CBF e a partir do dia 12 de julho vai transmitir, de forma inédita na história da competição, o Campeonato Brasileiro da Série D.

### Campeonatos estaduais
Em 2014 o Esporte Interativo transmitiu via Esporte Interativo Nordeste a transmissão de 7 estaduais do Nordeste, são eles:
- Copa dos Campeões Cearenses
- Campeonato Cearense de Futebol
- Campeonato Potiguar de Futebol
- Campeonato Alagoano de Futebol
- Campeonato Paraibano de Futebol
- Campeonato Maranhense de Futebol
- Campeonato Sergipano de Futebol
- Campeonato Piauiense de Futebol

### Outros eventos

#### Luta-Livre
No dia 23 de fevereiro de 2011, a WWE e o Esporte Interativo fecharam um contrato de um ano para transmissão do Monday Night Raw, com as transmissões iniciando no dia 2 de março do mesmo ano. O RAW era apresentado por Luis Felipe Freitas, os locutores são Marco Alfaro e Roberto Figueroa. Os programas eram exibidos com pouco mais de uma semana de atraso em relação aos Estados Unidos. O Friday Night SmackDown não está mais sendo exibido pelo canal.
No dia 5 de março de 2013 em uma transmissão do Monday Night Raw, o Esporte Interativo anunciou que passaria a transmitir todas as segundas-feiras o WWE Main Event, a primeira edição foi transmitida no dia 11 de março de 2013.
Em 2015, o EI perde os direitos da WWE para o Fox Sports, porém em 3 de março de 2015, o Esporte Interativo anuncia que irá transmitir os programas da TNA Wrestling: Impact Wrestling, Xplosion e os programas especiais One Night Only.

#### MMA
A partir do mês de março de 2012 começa a transmitir eventos de MMA são os seguintes: BAMMA, M-1 Global, It's Showtime, Cage Rage e Bellator Fighting Championships; Em 2014, o trabalho cresceu e a empresa adquiriu os direitos de 4 dos 5 maiores eventos do planeta, que são eles: Bellator, WSOF, ONE FC e Legacy.
A emissora tem transmitido, desde então, lutas ao vivo toda as sextas-feiras e sábados, totalizando mais de 60 eventos por ano, e um programa especializado sobre MMA na sexta-feira e no sábado, o Planeta Nocaute.
No Brasil, a emissora é parceira dos maiores eventos do país, como WOCS e Bitetti Combat, com uma lista de oito eventos brasileiros de MMA.
Em setembro de 2015, o EI passou a transmitir o XFC, evento internacional que já foi transmitido pela RedeTV!. As transmissões começaram no dia 19.
A emissora transmitiu o LFA, o CES MMA, WOCS, Aspera FC, Smash Fight, Imortal FC e, adquiriu em abril de 2017, o Thunder Fight. Porém, perdeu o ONE Fighting Championship para o BandSports.

#### Campeonato Brasileiro de Marcas
Em abril de 2016 o canal divulgou ter adquirido os direitos de transmissão do Campeonato Brasileiro de Marcas, anunciando transmissão das 16 provas da temporada.

#### NFL e Super Bowl
Em janeiro de 2012, a emissora adquiriu os direitos exclusivos do Superbowl , a grande final do futebol americano, maior evento esportivo realizado nos Estados Unidos. O acordo garantiu a transmissão das finais de 2012 e 2013 com exclusividade na TV aberta. Além do Super Bowl, a emissora garantiu o direito de transmitir o Pro Bowl e o programa NFL Game Day.
Em 1 de agosto de 2017, o Esporte Interativo anunciou que não irá mais transmitir a NFL, a partir da próxima temporada.

### Perda de campeonatos
No final da temporada 2009-10, faltando apenas 3 rodadas para o fim do Campeonato Italiano a emissora perdeu os direitos de exibir a competição, tempo depois acabou perdendo os direitos do Campeonato Inglês.
Em 2011 foi a vez da NBA sair do canal. Logo depois perdeu também os direitos da Copa Africana de Nações.
Na temporada 2012-13 o canal perdeu os direitos dos campeonatos Argentino, Português e Alemão, além da Superliga Indiana.

#### Eventos transmitidos
- Campeonato Alemão (atualmente na TV Cultura, RedeTV!, SporTV, Nosso Futebol, CazéTV e OneFootball)
- Campeonato Argentino (atualmente na ESPN)
- Campeonato Inglês (atualmente na ESPN)
- Campeonato Italiano (atualmente na ESPN)
- Campeonato Português (atualmente na ESPN)
- Superliga Indiana[37]
- UEFA Europa League (atualmente na Band e CazéTV)
- Fórmula Inter
- Fórmula Renault
- Fórmula V8
- Brasileirão Série C (atualmente na Band Norte e Nordeste, DAZN e Nosso Futebol)
- Brasileirão Série D (atualmente sem transmissão oficial)[38]
- Copa do Nordeste (atualmente na ESPN e SBT Nordeste)
- Copa Verde (atualmente com transmissões pontuais)
- Campeonato Potiguar (atualmente na Band RN e Canal GOAT)
- Campeonato Paraibano (atualmente na TV Cabo Branco e TV Paraíba)
- Campeonato Maranhense (atualmente na TV Difusora)
- Campeonato Sergipano (atualmente na TV Atalaia)
- Campeonato Piauiense
- Campeonato Alagoano (atualmente na Band Maceió)
- Campeonato Cearense (atualmente na TV Verdes Mares e Canal GOAT)
- Copa do Nordeste Sub-20
- Campeonato Paulista Sub-20 (atualmente no Canal Paulistão no Youtube)
- Liga Jovem da Europa
- Liga Nacional de Futsal (atualmente no SporTV e TV Cultura)
- Liga Espanhola de Futsal
- Copa da Espanha de Futsal
- Eliminatórias da CONCACAF para a Copa do Mundo de 2018[39]
- Champions Cup
- Campeonato Brasileiro de Fut7
- WSOF
- Legacy Fighting Alliance
- Lions Fight Muay Thai
- ELEAGUE[40]
- Copa Brasil de CS:GO
- AMA Supercross
- Monster Jam
- Copa do Mundo de Basquete Masculino (atualmente no SporTV)
- Mundial de Basquete Feminino
- Copa América de Basquete Masculino
- Copa América de Basquete Feminino (atualmente no SporTV)
- EuroBasket
- EuroBasket Feminino
- Eliminatórias para o Mundial de Basquete 2019
- Pro 14 de Rugby

## Cobertura
No dia 16 de abril de 2015 a Claro TV anuncia que o canal será descontinuado para seus assinantes, que a partir do dia 1.º de maio será substituído pelo ESPN+.
No dia 18 de dezembro de 2015 a Turner Broadcasting System anuncia a estreia dos canais EI Maxx e EI Maxx 2 na operadora NET e o retorno dos canais a Claro TV nas versões SD e HD no dia 14 de janeiro de 2016 para ambas as operadoras.
No dia 29 de agosto de 2016, é anunciada a entrada dos canais EI na Sky Brasil, a partir do dia 13 de setembro, nas versões SD e HD